# 臺中市私立明台高級中學

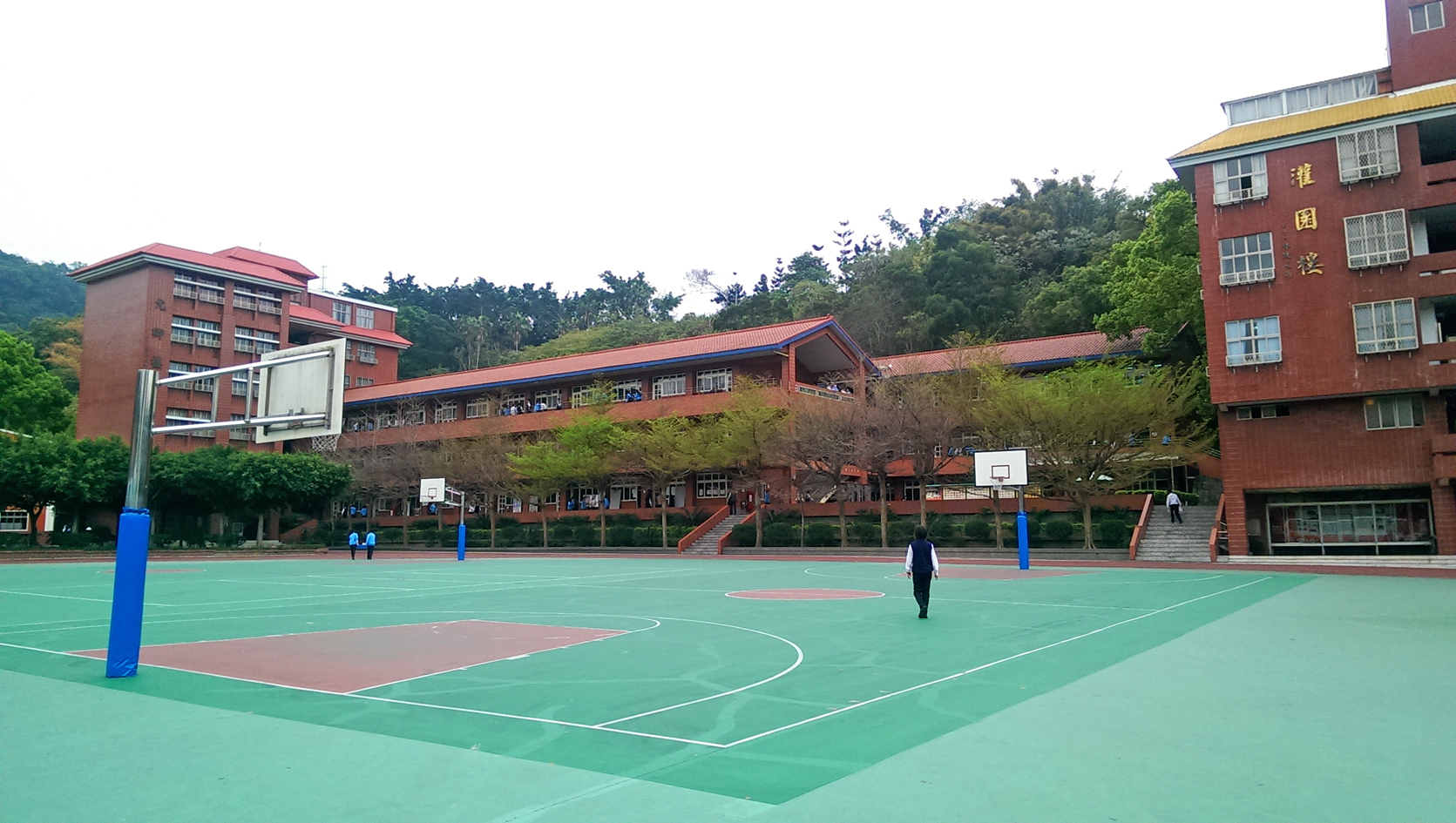
明台中學校園

臺中市私立明台高級中學，簡稱明台高中，位於臺中市霧峰區，是一所私立技術型高級中等學校。

## 校史
- 1932年，霧峰林家林獻堂及其他教育者創辦「一新會」，翌年5月15日開辦「一新義塾」漢語講習所。
- 二戰後，在林獻堂與霧峰地方人士奔走下，爭取到臺灣省政府在大屯區成立 臺中縣立霧峰初級中學。臺灣省政府選霧峰林家林攀龍就任首任校長，並將「一新會」和「共榮會」的原有教學功能納入初級中學。
- 1949年，創立私立萊園高級中學（今霧峰中正路、四德路口），將原本的「臺中縣立霧峰初級中學」納入其中，成為臺中縣第一所私立中學。
- 1976年，遷校至今址（萊園）。
- 1982年，萊園中學由高級中學改為職業學校，並改名為「私立明台高級家事商業職業學校」。
- 2001年，重新增設普通高中科，經教育部核准後正式改制為「臺中縣私立明台高級中學」。
- 2010年因為臺中縣市合併為臺中市而改名為「臺中市私立明台高級中學」。

## 校園建築

### 教學空間
- 南陽樓
- 允卿樓
- 灌園樓
- 政光科技大樓
- 猶龍樓

## 校景

### 萊園
即林家花園。以萊園十景著稱；與台南吳園、新竹北郭園及板橋林本源園邸合稱台灣四大名園。1893年（清光緒19年），林文欽鄉試中舉後，築萊園於霧峰之麓，奉觴演劇侍其母羅太夫人以游。命名出典自老萊子彩衣娛親。梁啟超曾於1911年訪台期間題詩十二首詠贊萊園景致，後人稱為「萊園名勝十二絕句」。現為明台高中校園。
萊園十景
- 木棉橋：舊時通往萊園之入口，原為橫跨擣衣澗之木橋；因四周的木棉樹命名。於1930年（昭和5年）改建為水泥橋。
- 擣衣澗
- 五桂樓：改建於1906年，以門前五棵桂樹得名。一樓為羅太夫人（林奠國夫人）起居之用，二樓是羅夫人看戲的位置。梁啟超訪萊園時之下榻處。
- 小習池
- 荔枝島：建於小習池中之土台，上有供羅太夫人欣賞戲曲的歌臺。後改建為「飛觴醉月亭」。
- 萬梅崦
- 望月峰
- 千步磴：通往望月峰的小徑，又稱為「淩雲蹬」。
- 夕佳亭
- 考槃軒

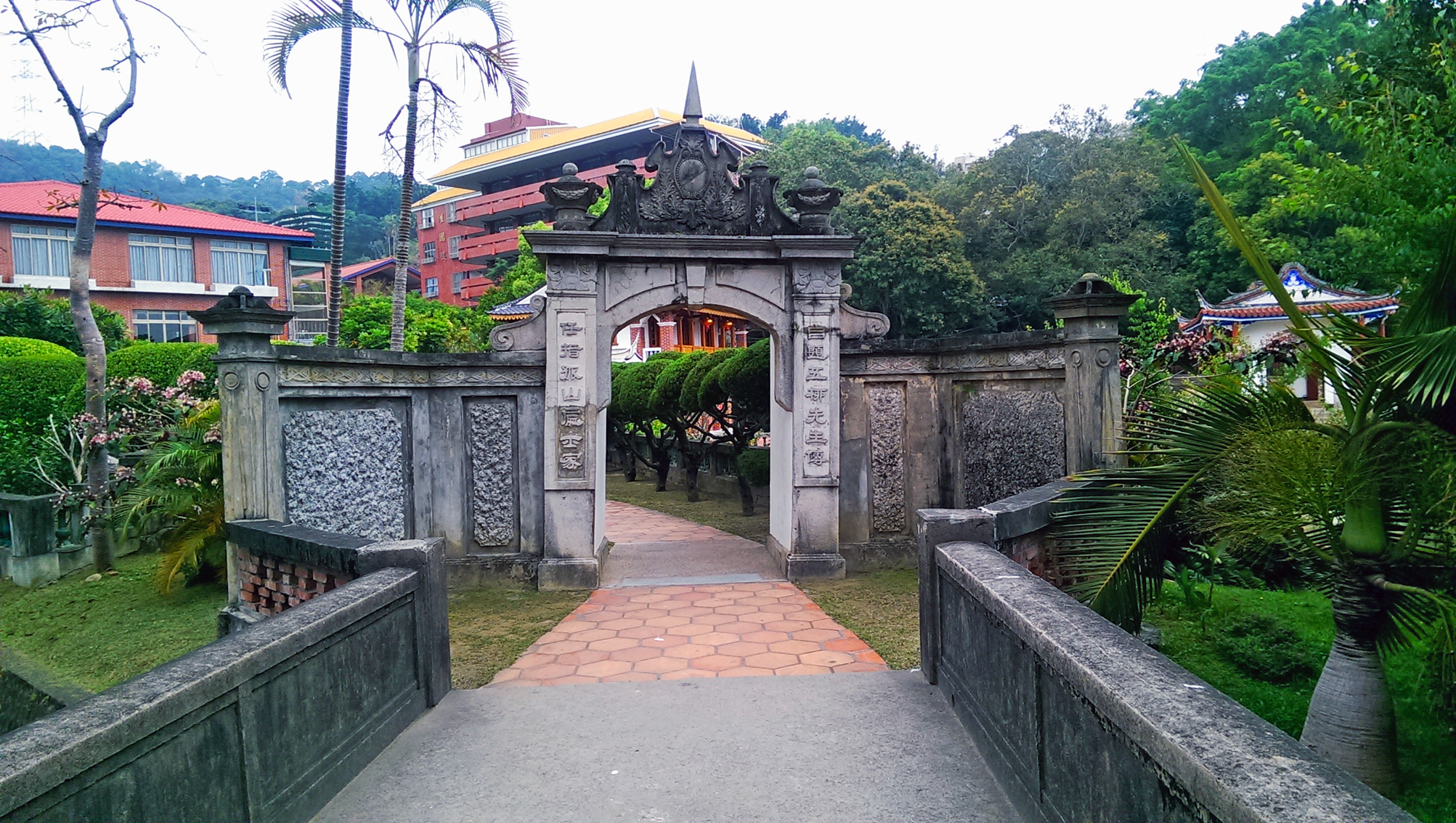
萊園入口
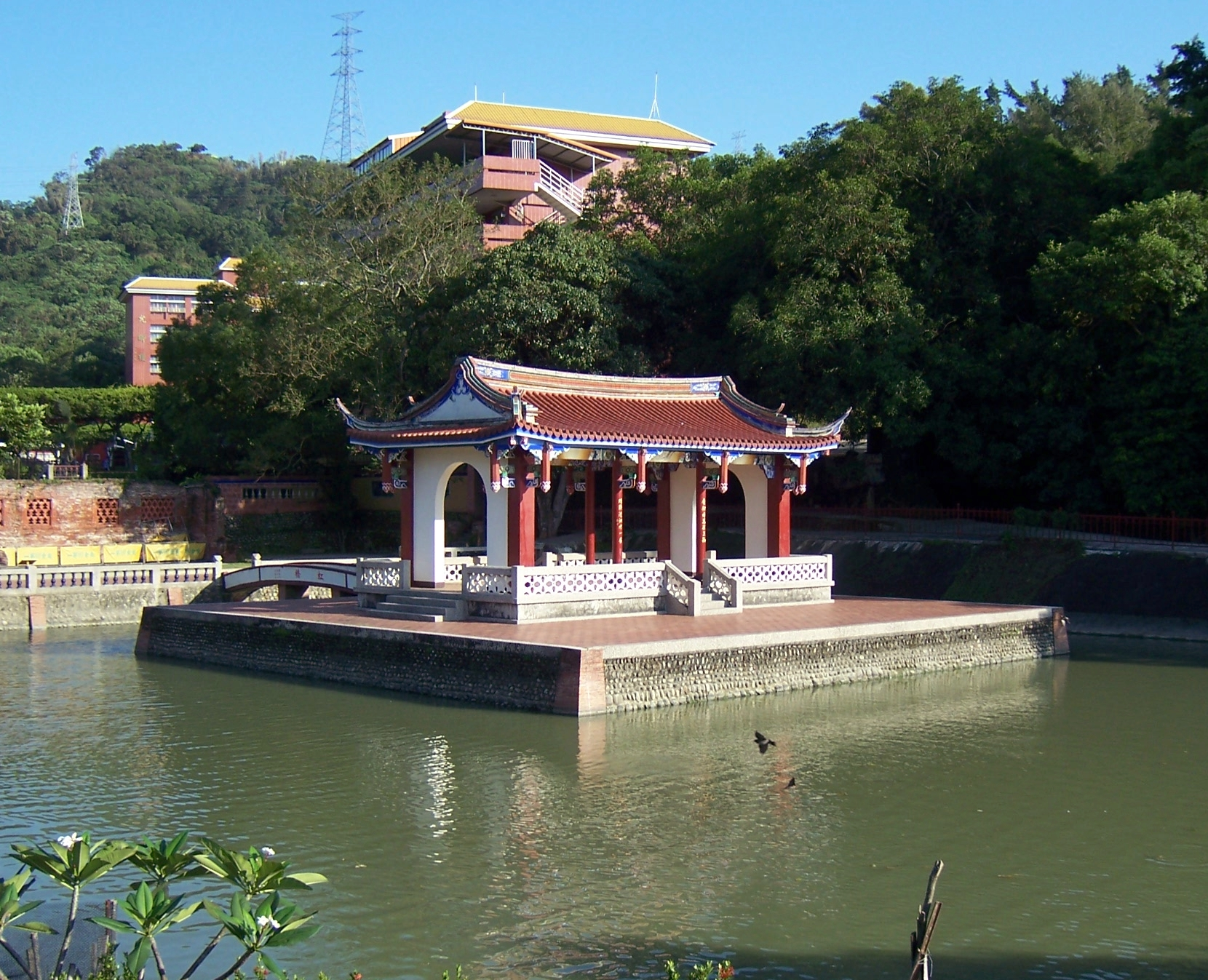
921地震後的萊園受損情形
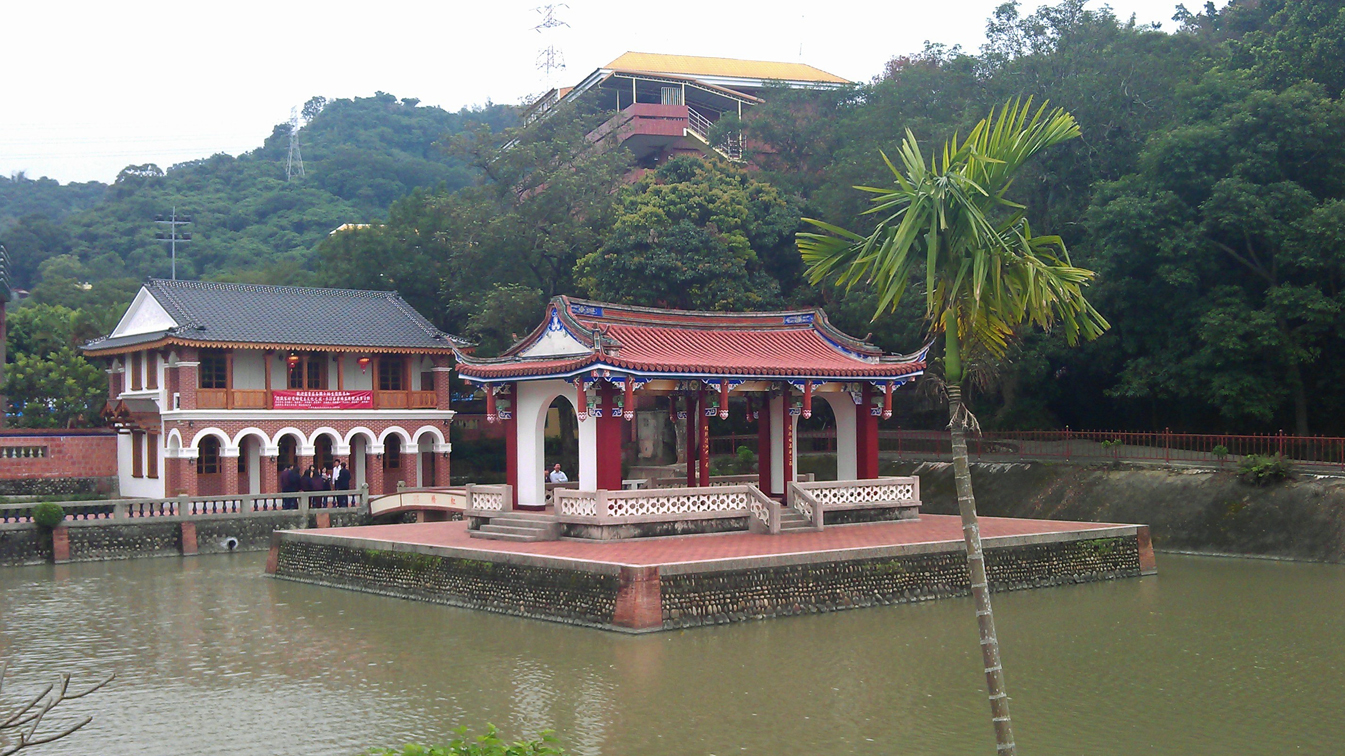
五桂樓與飛觴醉月亭
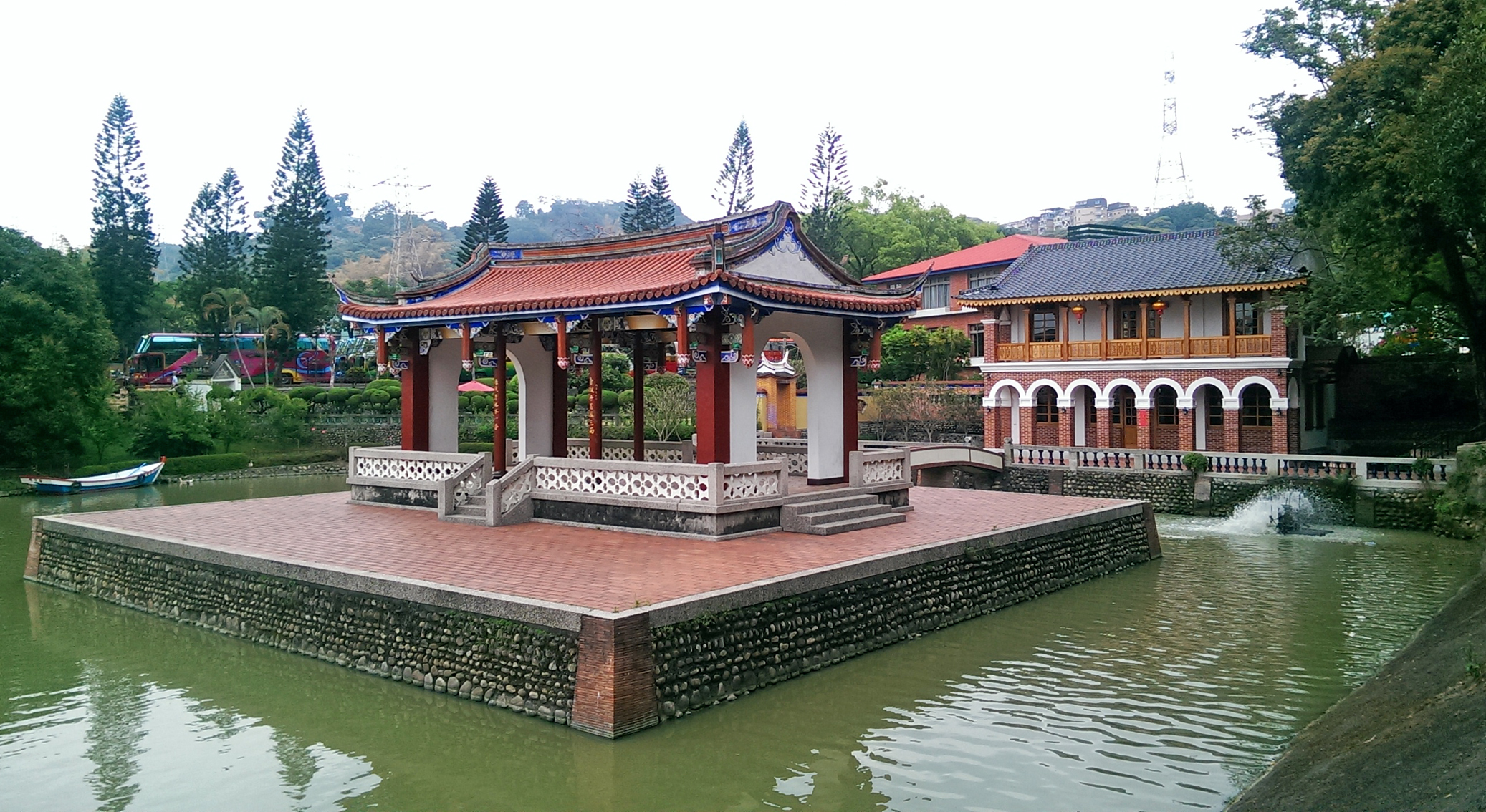
五桂樓與飛觴醉月亭
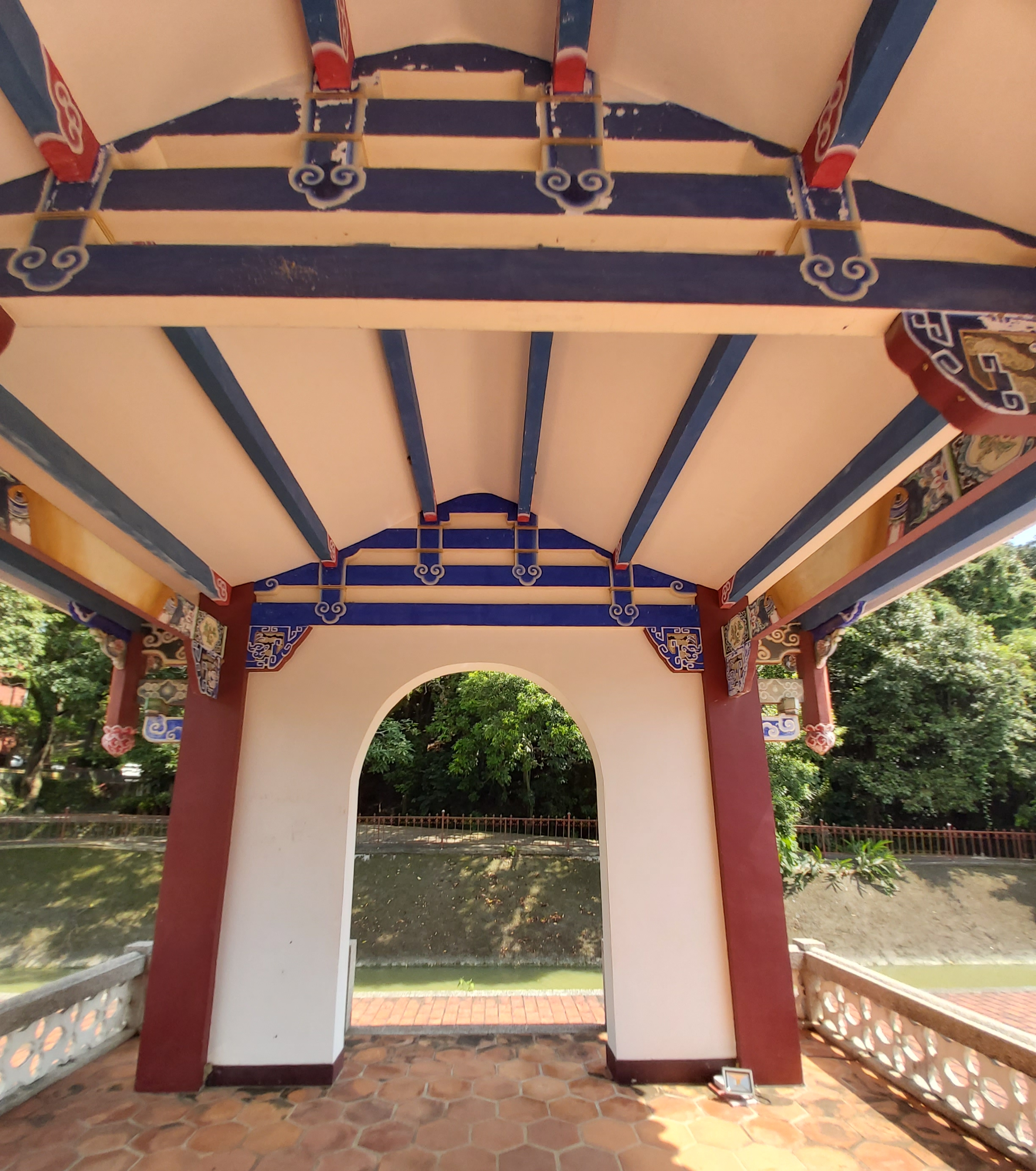
醉月亭內側架構
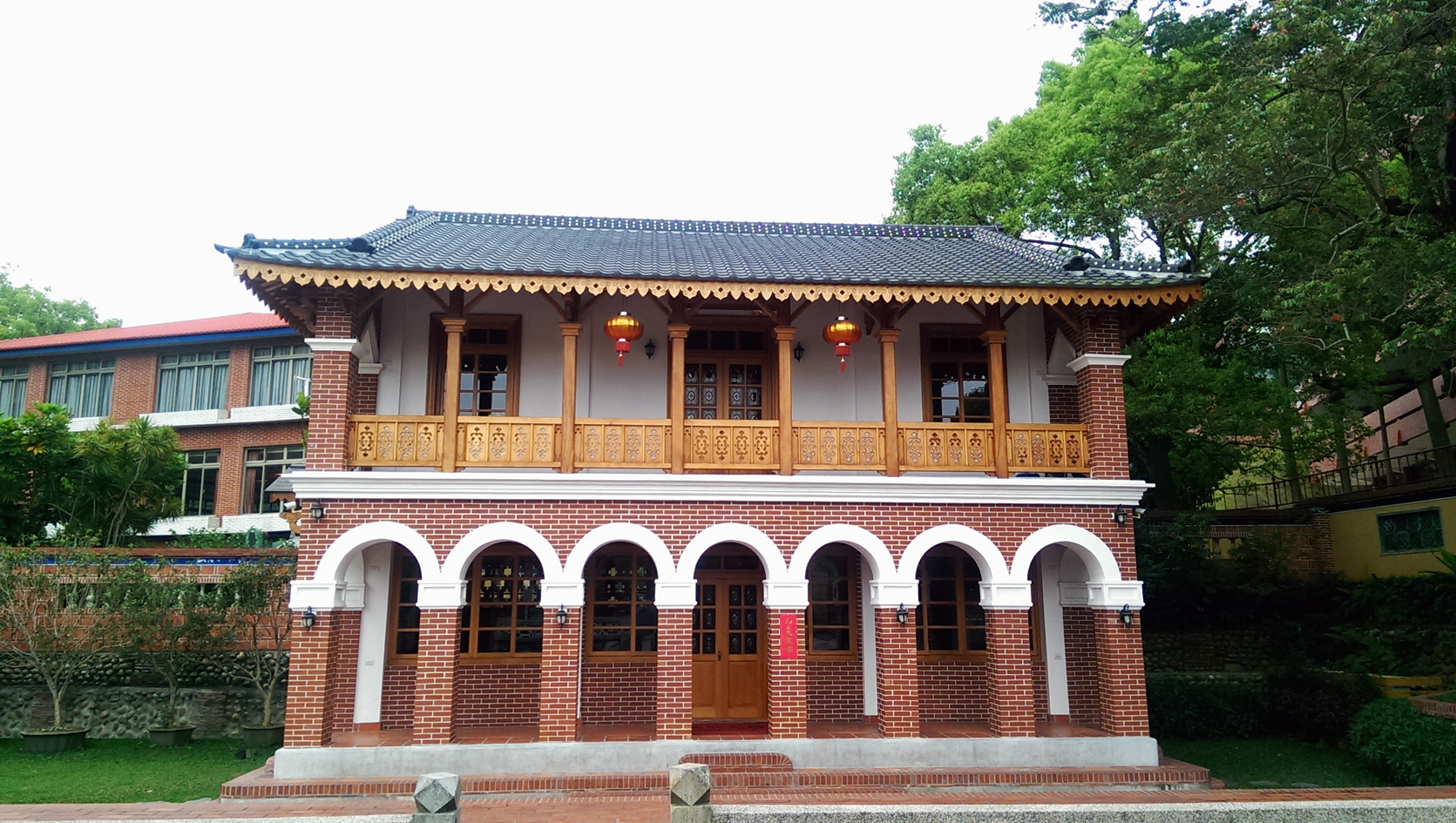
921地震後重建的五桂樓
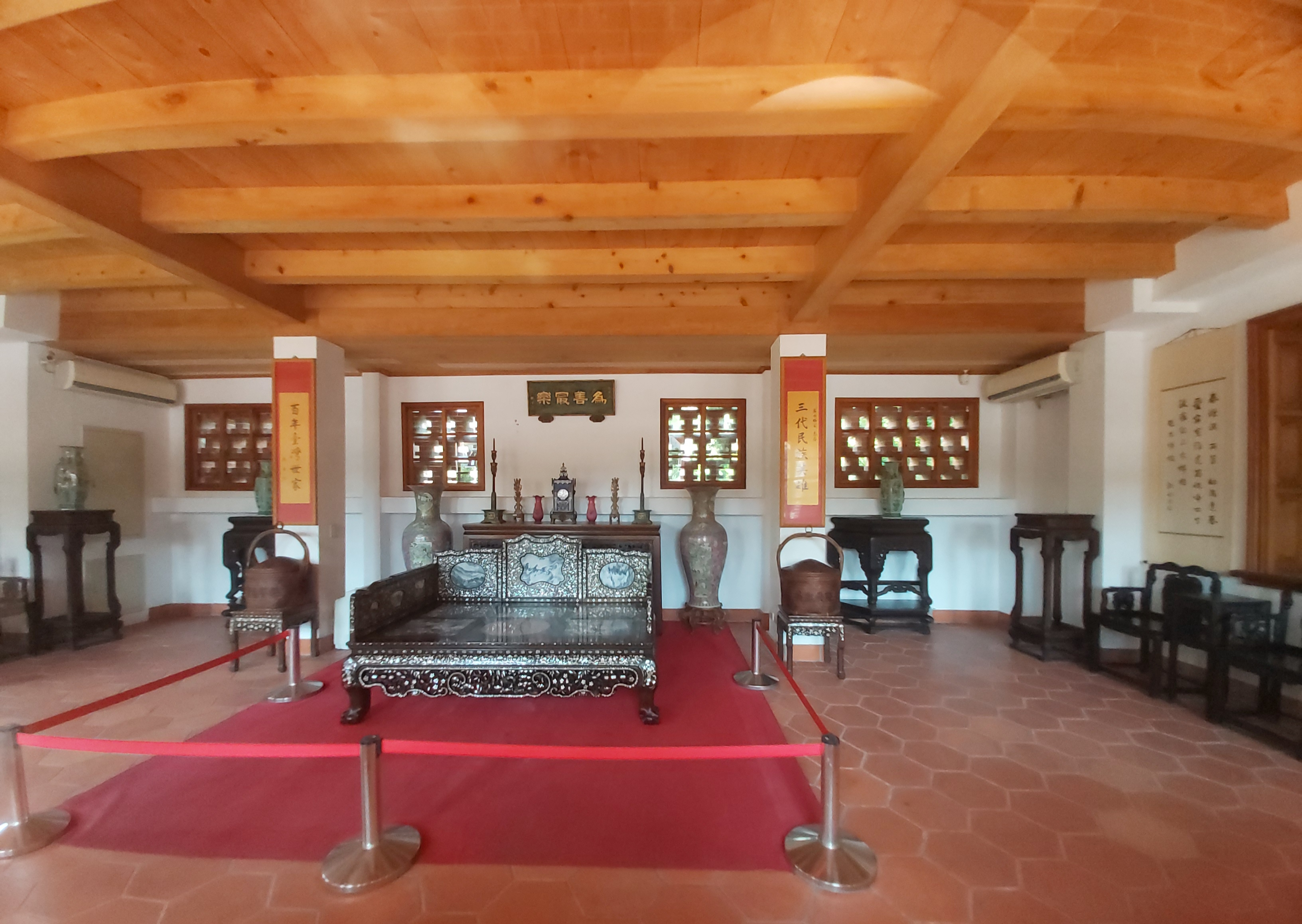
五桂樓一樓
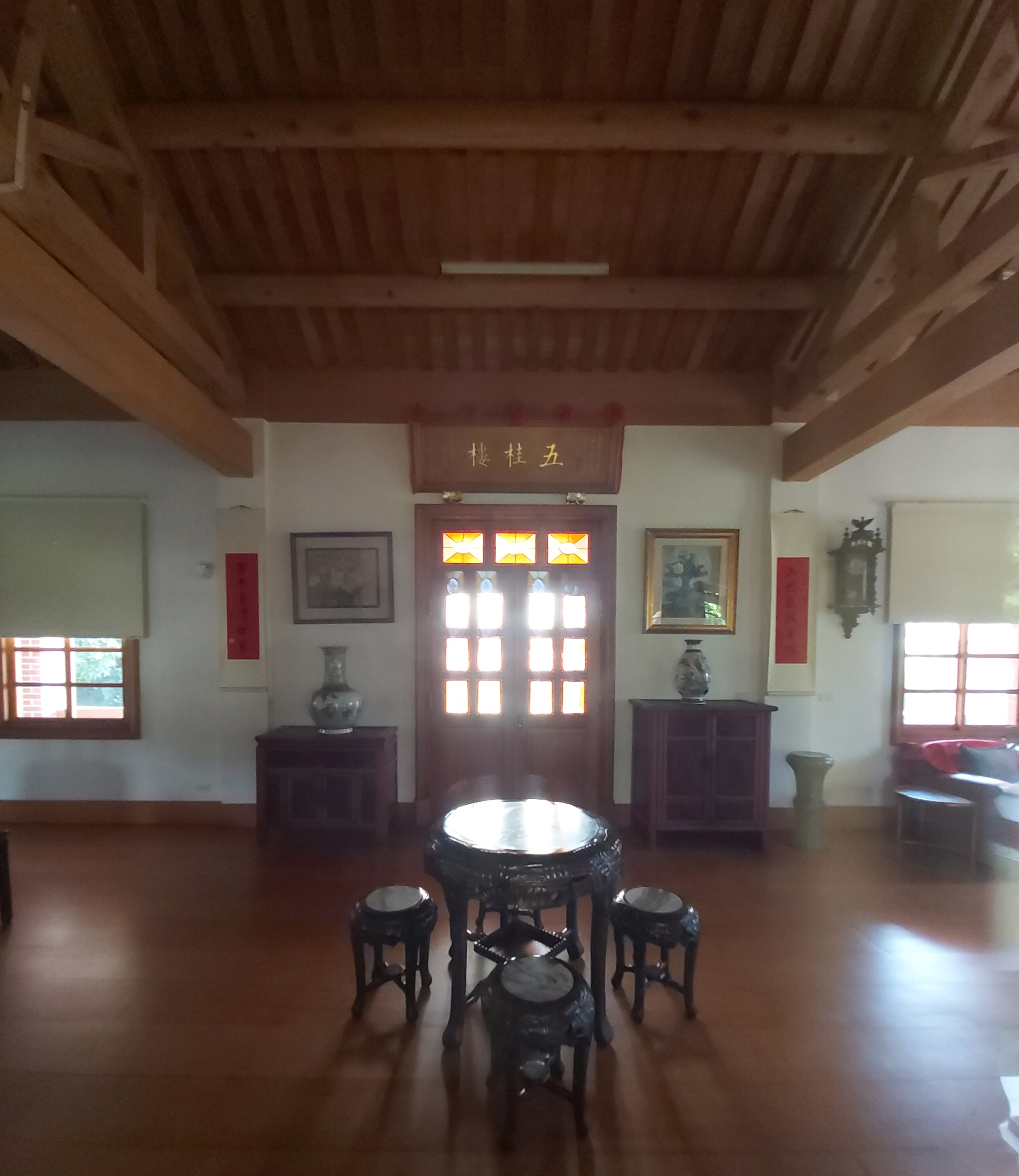
五桂樓二樓

### 其他
- 櫟社名碑：於1921年櫟社成立廿週年時所立之水泥碑。
- 林竹山夫子頌德碑
- 三十六台階
- 林氏祖塋：為林家頂厝系統祖塋，第17世祖羅太夫人、第19世祖林獻堂夫婦與林階堂夫婦之墓，為大型之「昭穆」系統。
- 林紀堂家族墓：位於林氏祖塋龍邊，同為林家頂厝系統祖塋，第18世祖張太宜人、第19世祖林紀堂與陳岺夫婦之墓。
- 石頭公
- 林允卿銅像
- 櫟社百週年紀念橋

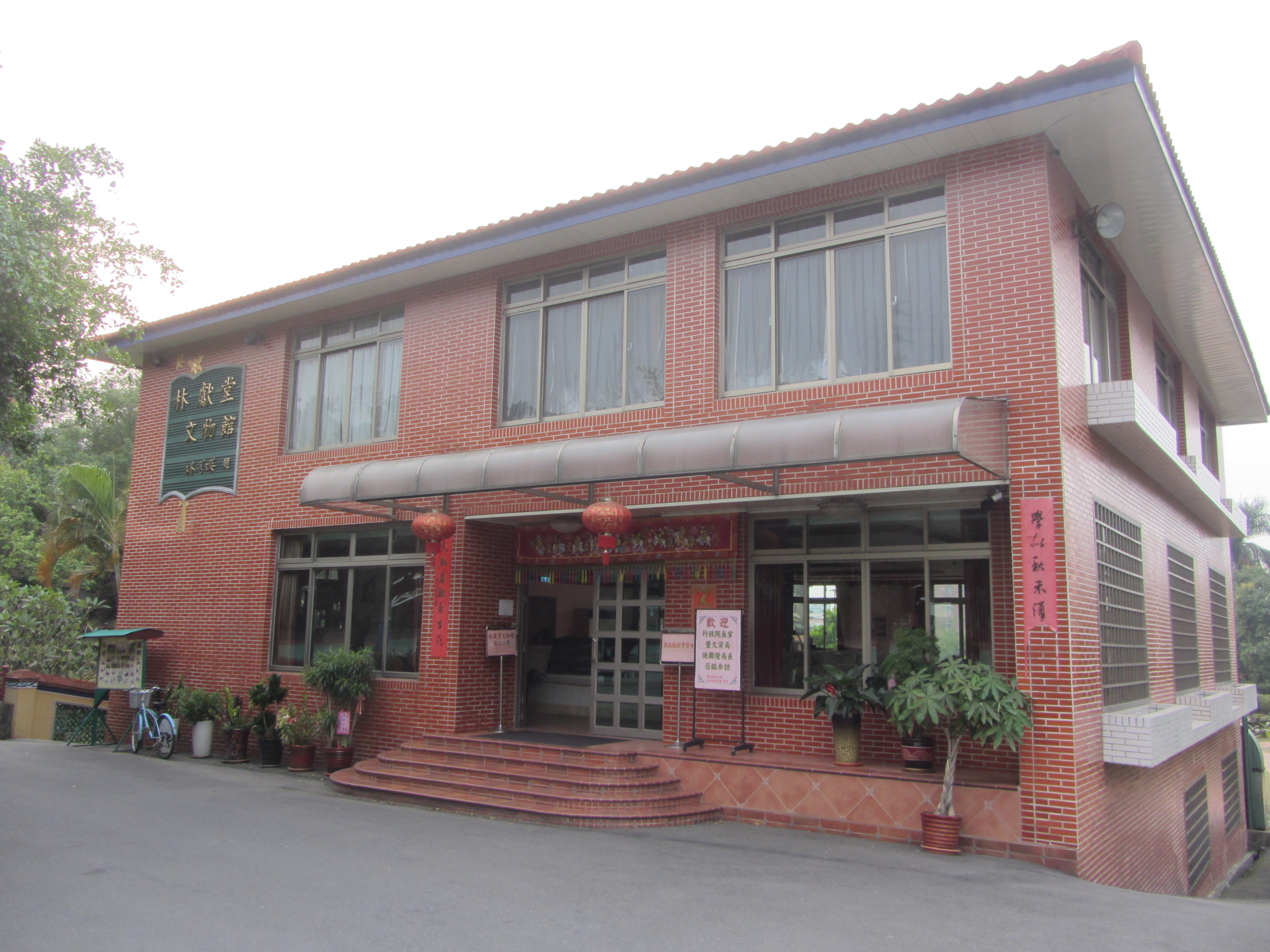
2014年的林獻堂文物館
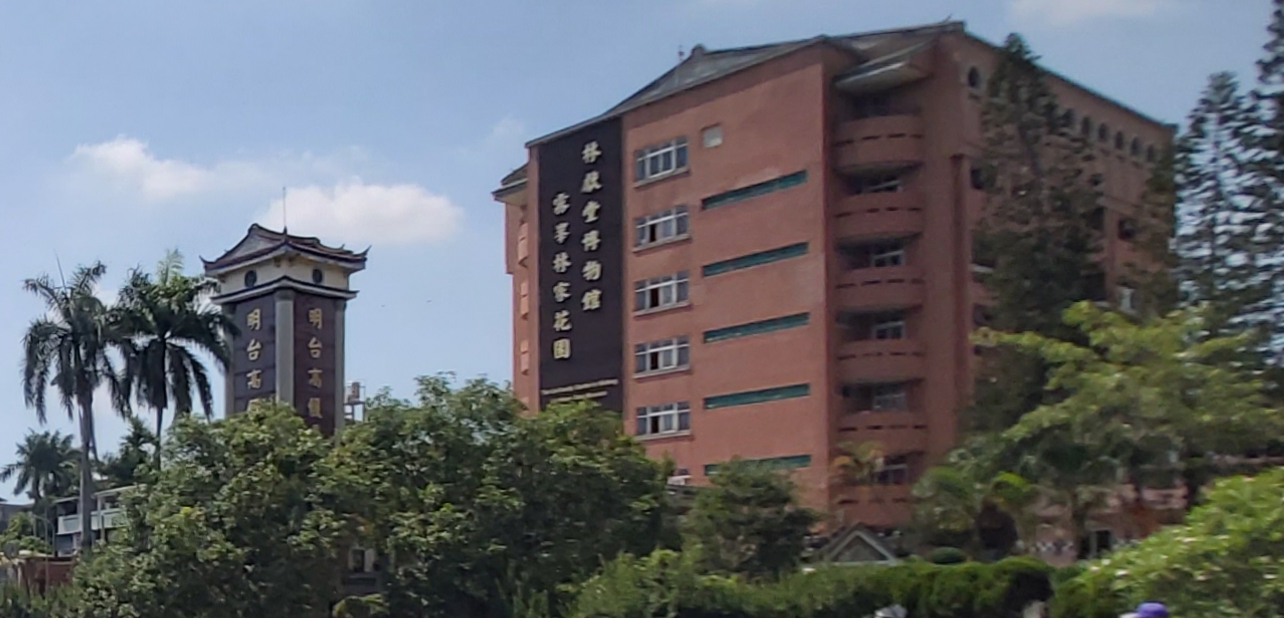
2018年重新整備開放的林獻堂博物館，位於政光科技大樓二樓
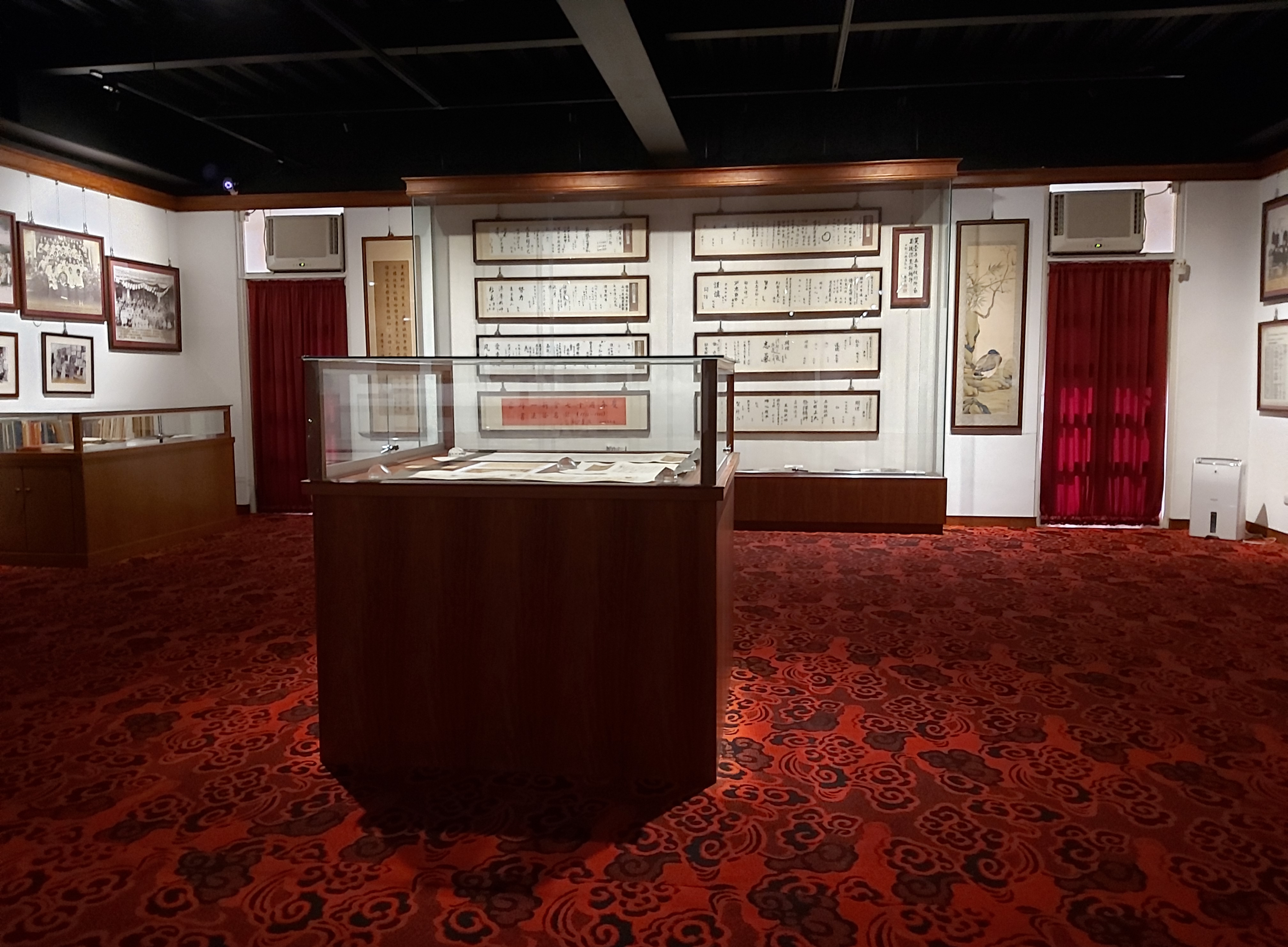
林獻堂博物館室內
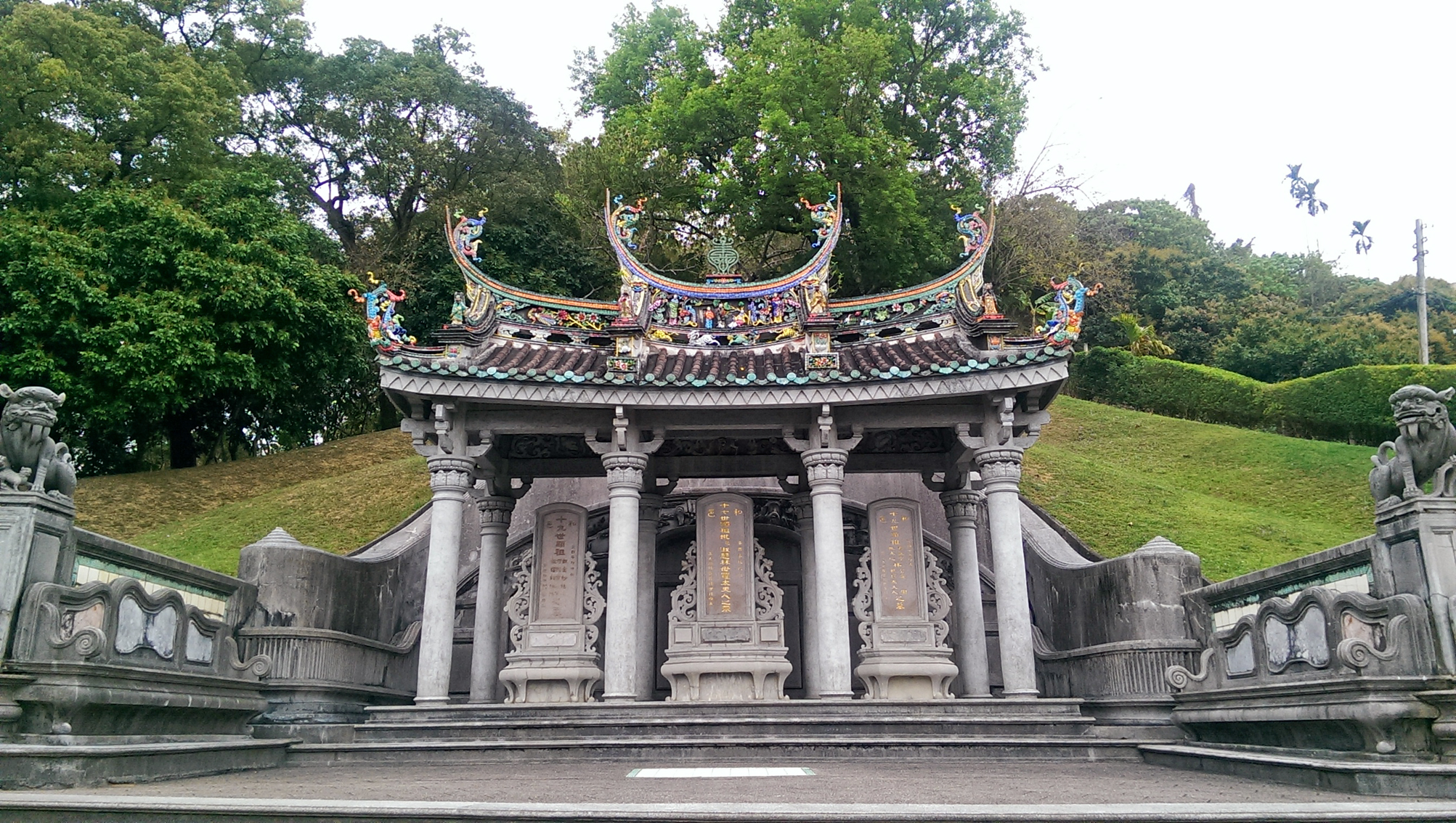
林氏祖塋
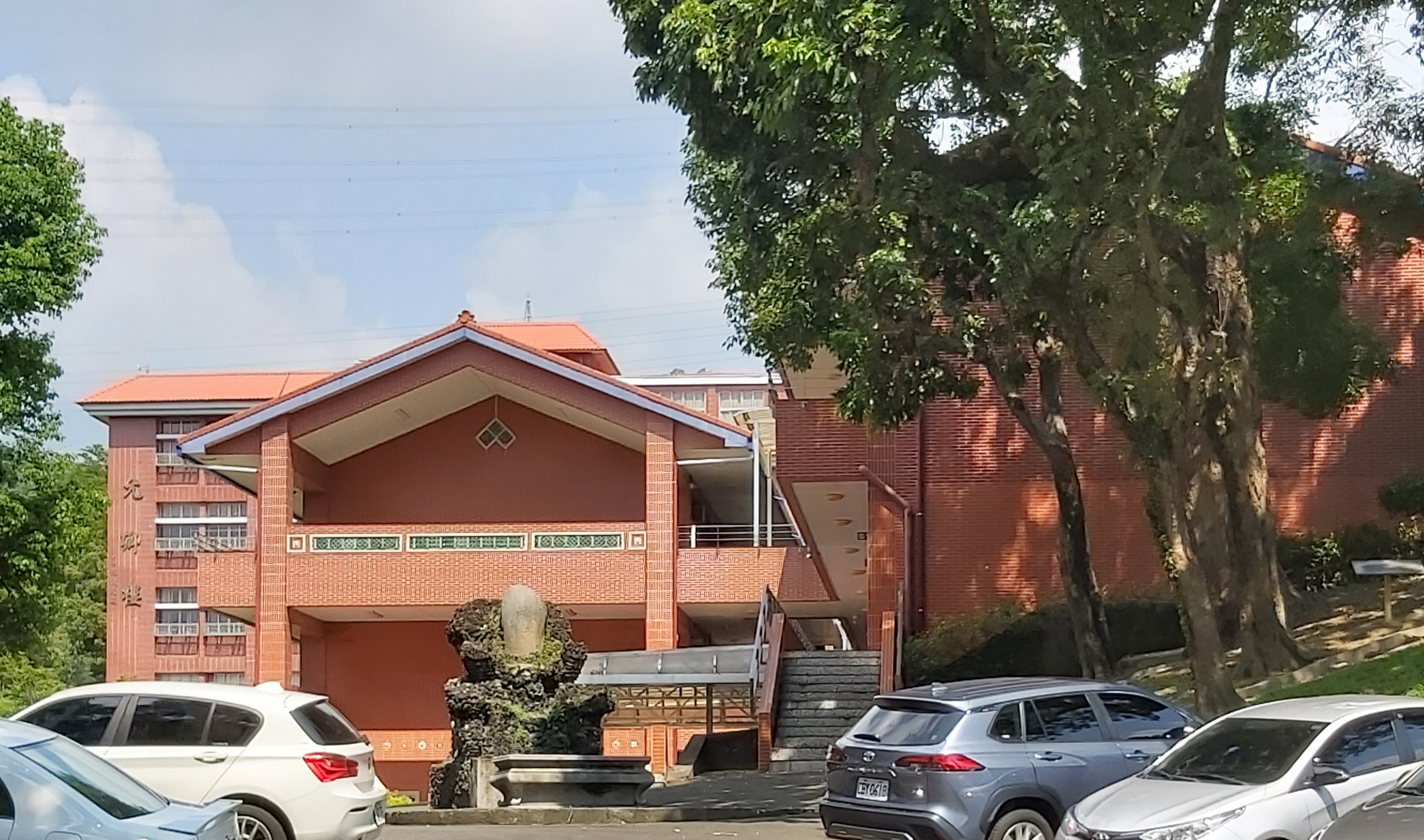
石頭公
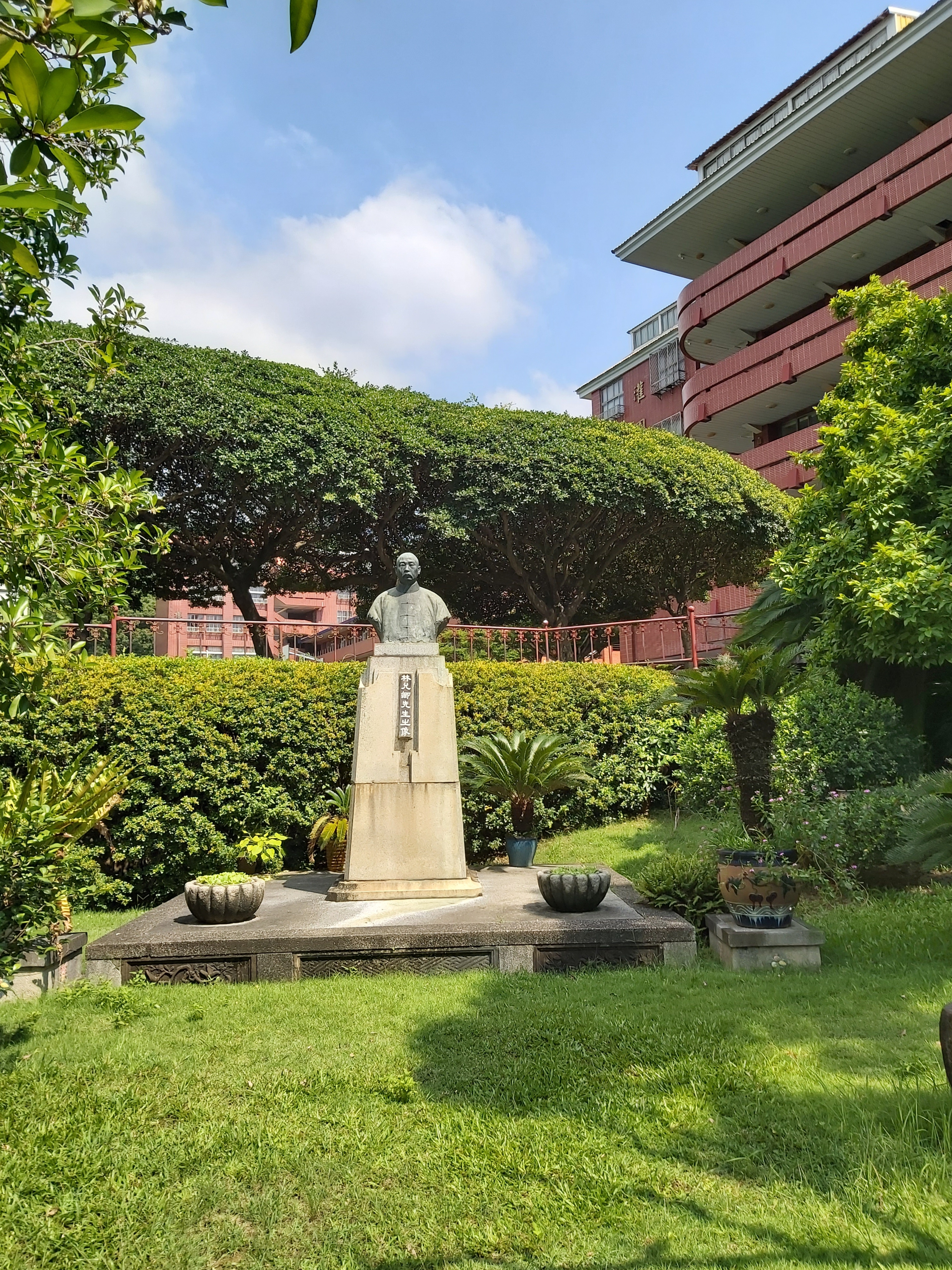
林允卿先生像
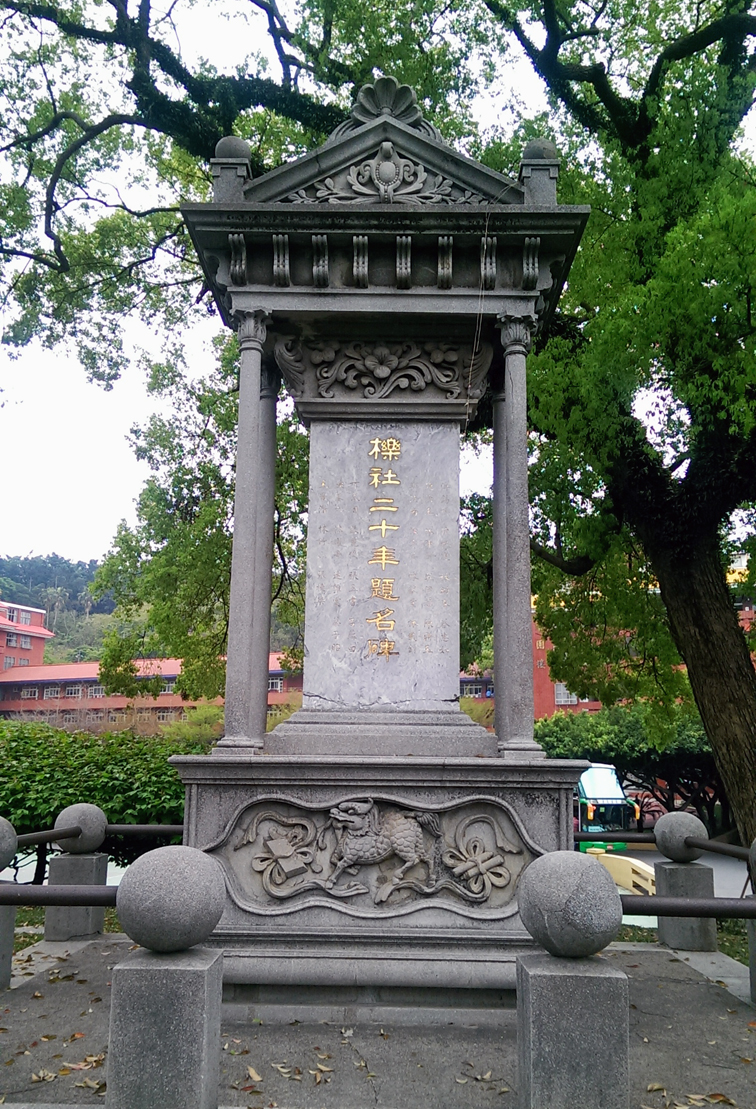
櫟社二十年題名碑

## 招生科別
- 餐飲管理科
- 餐飲技術科
- 中餐廚師科
- 烘焙食品科
- 觀光事業科
- 寵物經營科
- 室內設計科
- 幼兒保育科
- 美髮技術科
- 美顏技術科
- 美容科
- 電競產業專班－資料處理科
- 表演技術科

## 外部連結
- 明台高級中學 （页面存档备份，存于）
- 明台進修學校 （页面存档备份，存于）